# The Law West of Tombstone
The Law West of Tombstone (no Brasil: A Lei na Terra dos Bandoleiros) é um filme norte-americano do gênero western de 1938, dirigido por Glenn Tryon.